# A.S.D. Miglianico Calcio
Associazione Sportiva Dilettantistica Miglianico Calcio là một câu lạc bộ bóng đá Ý, có trụ sở tại Miglianico, Abruzzo.

## Lịch sử
Câu lạc bộ được thành lập vào năm 1947.
Vào cuối mùa giải Serie D 2010-11, Miglianico đã xuống hạng Eccellenza Abruzzo, nhưng vào ngày 5 tháng 8 năm 2011, nó đã được chuyển đến Serie D để lấp chỗ trống.
Trong mùa giải 2011-12, một lần nữa đội đã xuống hạng với Eccellenza.

## Màu sắc và huy hiệu
Màu sắc của đội là vàng và xanh đậm.